# Martin Drölling
Pour les articles homonymes, voir Drolling.
Martin Drölling, né le 19 septembre 1752 à Oberhergheim (Haut-Rhin), et mort à Paris le 16 avril 1817, est un peintre français de portraits et de scènes de genre.

## Biographie

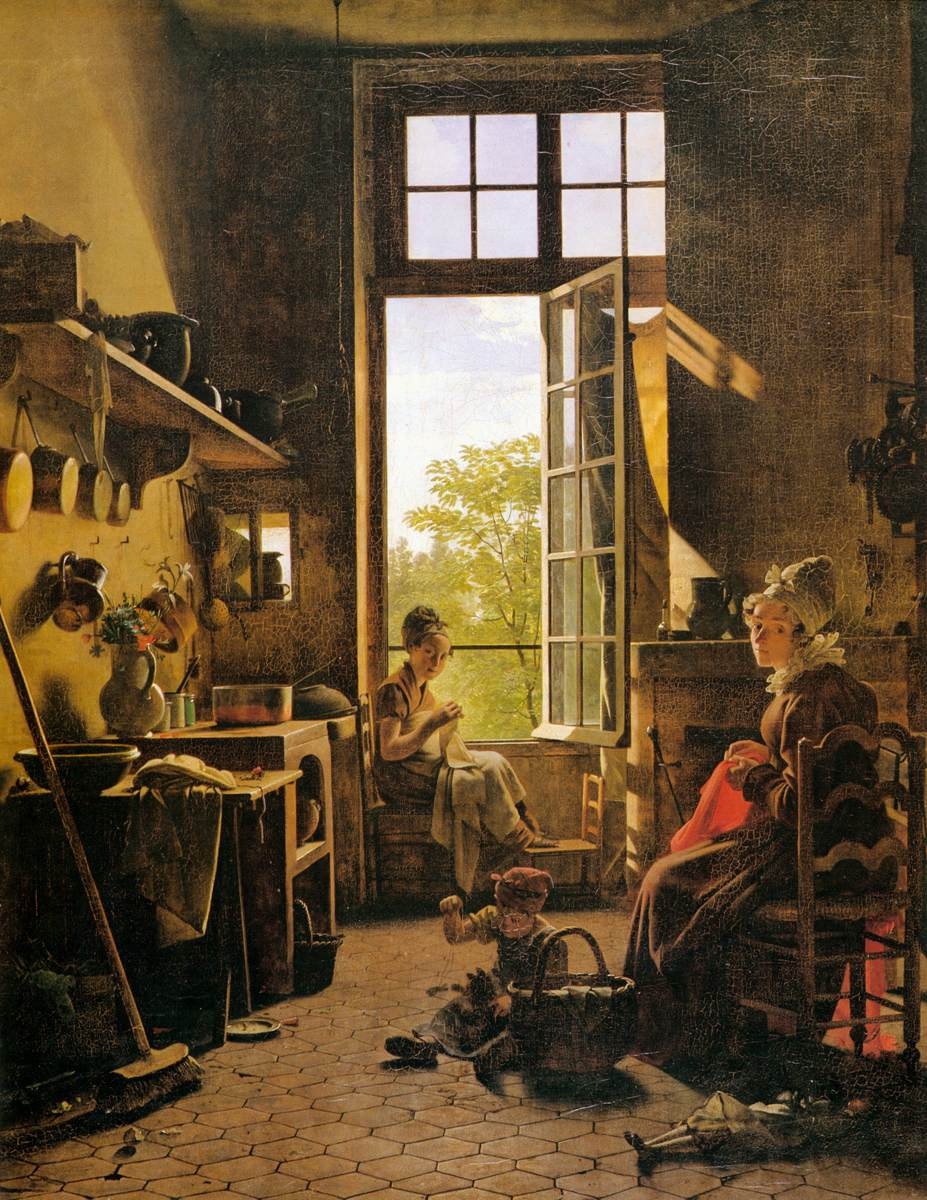
Intérieur d'une cuisine (1815), détail, musée du Louvre, Paris.

D'origine alsacienne, Martin Drölling naît dans une famille nombreuse dont le père, Martin Drölling, clerc du tabellion local, a épousé Catherine Schobler. Il découvre la peinture par hasard et décide d'en faire l'apprentissage. Malgré quelques réticences, son père signe le contrat pour quatre années avec un peintre local. Un conflit éclate bientôt entre le maître et l'élève qui n'a plus rien à apprendre de son patron. Il le quitte pour poursuivre son apprentissage à Strasbourg où il partage l'atelier avec le peintre Maratti.
Il s'installe à Paris, où il entre à l'école des beaux-arts le 4 juin 1779. Il obtient un contrat chez un marchand qui lui offre 30 sous par tableau. Lorsqu'il achève sa formation artistique vers 1780, il épouse Madeleine Welker, qui meurt peu après.
Il se remarie le 4 mai 1785 avec Louise Elisabeth Belot, fille d'un marchand de couleurs pour peintres, avec laquelle il a trois enfants. L'aîné, Michel Martin Drölling, naît en 1789 et sera également peintre. Le deuxième, Marius, naît le 27 février 1794. Sa benjamine, Louise-Adéone Drölling, dite « Madame Joubert », naît en 1797 et deviendra elle aussi peintre.
Le couple emménage rue de Seine. Il reçoit les conseils d'Élisabeth Vigée Le Brun qui l'emploie comme assistant pour la peinture d'objets dans ses toiles. Elle le présente à Jean-Baptiste Greuze. Il montre de l'habileté pour les scènes d'intérieur, les copies et les portraits.
Il commence par travailler à la manufacture de Dihl et Guérhard, dite aussi manufacture du duc d'Angoulême, au 22 rue de Bondy (actuelle rue René-Boulanger) à Paris 10e arrondissement, dans l'ancien Hôtel de la marquise de Ferrières. C'est là qu'il rencontre Alexandre Brongniart, nommé directeur de la manufacture nationale de Sèvres en 1800.
De 1802 à 1813, il œuvre en qualité de peintre-décorateur à la Manufacture nationale de Sèvres. Son épouse meurt en février 1803, il élèvera seul Michel-Martin et Louise-Adéone, alors âgés de 14 et 6 ans.
Il lutte toute sa vie contre la pauvreté. En 1816, il met un tableau en loterie pour payer son logeur. Il meurt à Paris le 16 avril 1817, à quelques jours de l'ouverture du Salon qui verra la foule se presser - enfin ! - devant ses tableaux.

## L'usage des«cœurs des rois»
Le 16 octobre 1793, les révolutionnaires vident les urnes de la chapelle Sainte-Anne de l'abbaye du Val-de-Grâce comportant 45 cœurs de la famille royale (princes et princesses, Louis XIII et Louis XIV).
Ceux-ci sont confiés à l'architecte Louis-François Petit-Radel, chargé de les disperser. Il les met en vente, attirant l'attention de peintres désireux d'en employer les pigments pour réaliser du brun momie. Parmi eux, Drölling se porte acquéreur. Il utilisera cette couleur pour l'Intérieur d'une cuisine (musée du Louvre), « Le marchand forain » ainsi que « La maîtresse d’école ».
En 2023 une succession d'analyses sur Vue de Caen d'Alexandre Pau de Saint-Martin montre que la pratique a bien existé : le balayage au microscope électronique sur les pigments bruns confirme la présence de tissus, l'analyse protéomique identifie des protéines cardiaques, et l'examen au micro-CT-scanner confirme qu'il s'agit de restes de Louis XIV. Une éventuelle vérification similaire pour Intérieur d'une cuisine est en attente d'une autorisation du musée du Louvre.

## Œuvres

### Dessins, aquarelles
- Portrait de sa femme et de son fils Michel-Martin, dessin, musée Magnin, Dijon

### Peintures

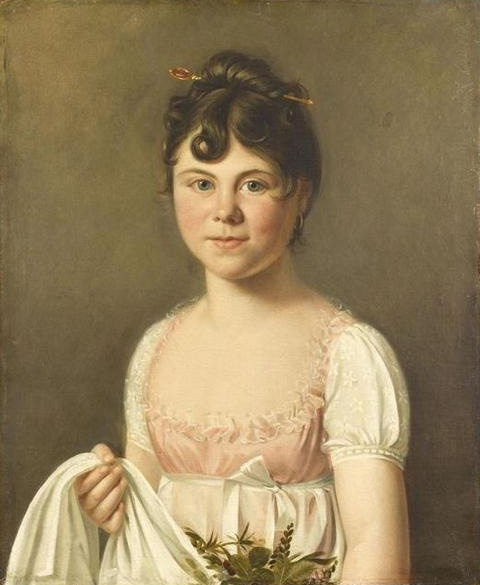
Portrait de la fille de l'artiste, musée Magnin, Dijon.

- Portrait d'Elisabeth Belot épouse du peintre, vers 1785, musée des beaux-arts d'Orléans
- Portrait de Monsieur Michel Belot, 1791, musée des beaux-arts d'Orléans

- Joseph Merceron, avocat au Parlement de Paris, 1791, National Gallery of Australia, Canberra[12]
- Autoportrait, vers 1800, musée des beaux-arts d'Orléans
- Baptiste aîné, 1802, Bibliothèque-musée de la Comédie-Française[13]
- Portrait de Mademoiselle Lise Belot, musée des beaux-arts d'Orléans
- La femme et la souris, musée des beaux-arts d'Orléans
- Intérieur de cuisine, musée des beaux-arts d'Orléans
- Portrait de Mlle Louise-Adéone Drölling, vers 1812, musée Magnin, Dijon
- Portrait de sa fille Louise-Adéone, 1812, musée de Strasbourg
- Le Marchand forain, 1813[14]
- Intérieur d'une cuisine, 1815, huile sur toile, 65 × 80 cm[15], musée du Louvre[16]
- La Salle à manger, Salon de 1817
- La Maîtresse d'école, Salon de 1817[17]
- Portrait de Monsieur et Madame Louis-Charles Maigret[18], musée du Louvre.

### Peintures sur porcelaine
- Vers 1800, Une nymphe et un Amour, assiette en porcelaine, montée en tableau connue par l'inventaire après décès de Dilh qui l'avait chez lui.
- 1800, Portrait de Dihl, peinture sur porcelaine dure, production de la manufacture de porcelaine Dihl et Guerhard[19], musée national de Sèvres.
- Avant 1812, Service à thé  qui figure sur le portrait qu'il a fait de sa fille en 1812 conservé au musée des beaux-arts de Strasbourg.
- 1812, Barbier Égyptien, assiette en porcelaine, datée de 1812 mettant en scène trois personnages (deux hommes et un enfant), sujet copié d'après une œuvre de Dominique Vivant Denon, musée national de Sèvres.

## Salons
- 1781 et 1782, Salon de la jeunesse à la Fête-Dieu se tenant Place Dauphine
- Salon de 1793 à 1817
- 1793, premier Salon libre, au Louvre : Autoportrait
- Salon de 1817 :  Intérieur d'une cuisine, La Maîtresse d'école, Intérieur d'une salle à manger

## Collections publiques
- Musée du Louvre : M. et Mme Louis-Charles Maigret, Intérieur d'une cuisine[16]. En tout sept œuvres y compris les études et la lettre à son fils du 25 janvier 1816
- Musée des beaux-arts de Strasbourg : peinture sur porcelaine d'un service à thé
- Musée des beaux-arts d'Orléans : Portait d'Elisabeth Belot épouse Drolling
- Musée des beaux-arts de Bordeaux
- Musée des beaux-arts de Caen
- Musée des beaux-arts de Mulhouse
- Musée Crozatier au Puy-en-Velay
- Musée Pouchkine à Moscou
- Kunsthalle de Brême
- Jill Newhouse Gallery à New York
- Musée Magnin de Dijon :  Portrait de Louise-Adéone Drölling, Portrait de Mme Drolling et de son fils Michel-Martin Drolling (dessin)
- Musée de la Chartreuse de Douai : Le Colporteur[16]
- Comédie-Française
- Musée de la porcelaine de Sèvres : Portrait de Dihl, Barbier Égyptien
- Cabinet des Estampes et des Dessins de Strasbourg: Portrait du fils de l'artiste, Vue du Palais Bourbon, Etude pour une vendeuse d'oranges, femme assise avec un livre
- National Gallery of Australia, Canberra : Joseph Merceron, avocat au Parlement de Paris, 1791[12]

Œuvres de Martin Drolling
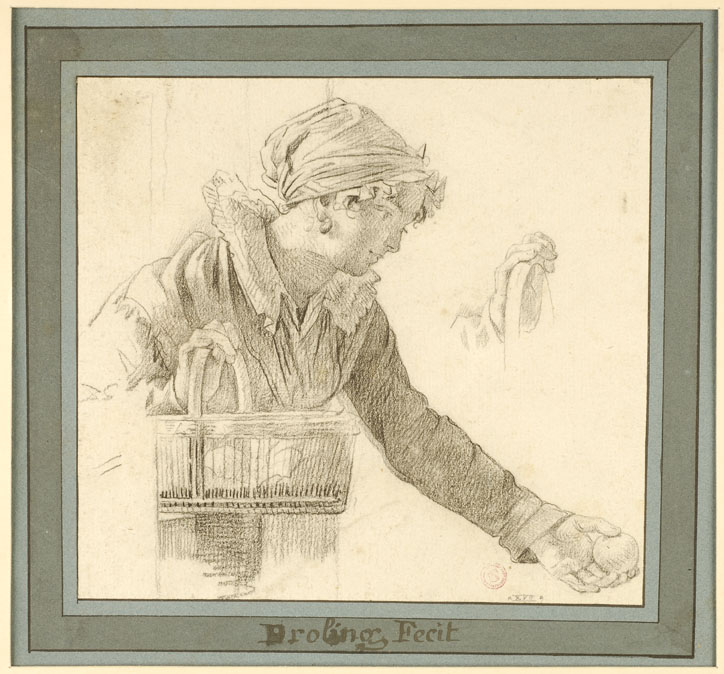
Étude pour une vendeuse d'oranges, mine de plomb,Cabinet des Estampes et des Dessins de Strasbourg.
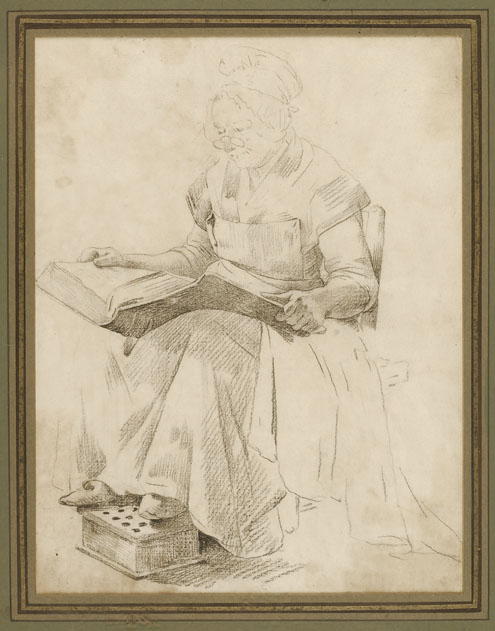
Étude pour le tableau Maison à vendre, vers 1799 Cabinet des Estampes et des Dessins de Strasbourg.
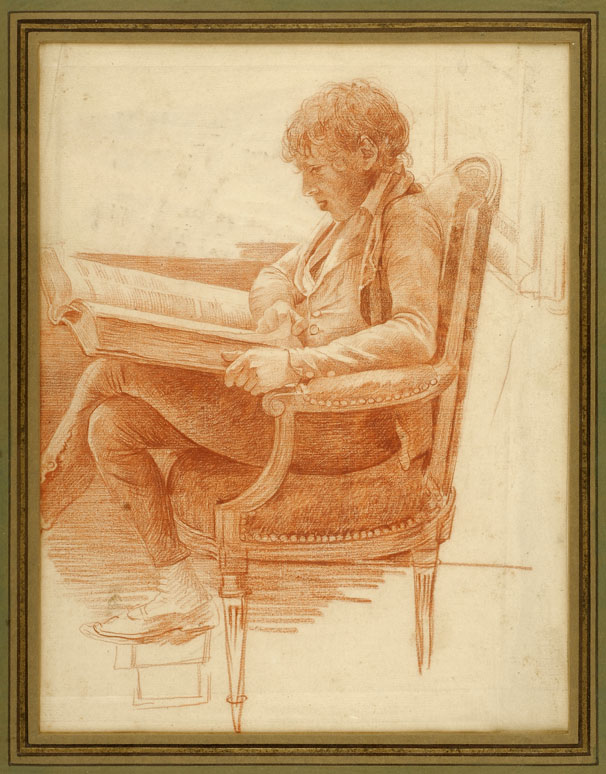
Le fils de l'artiste lisant, sanguine sur papier, vers 1800 Cabinet des Estampes et des Dessins de Strasbourg.
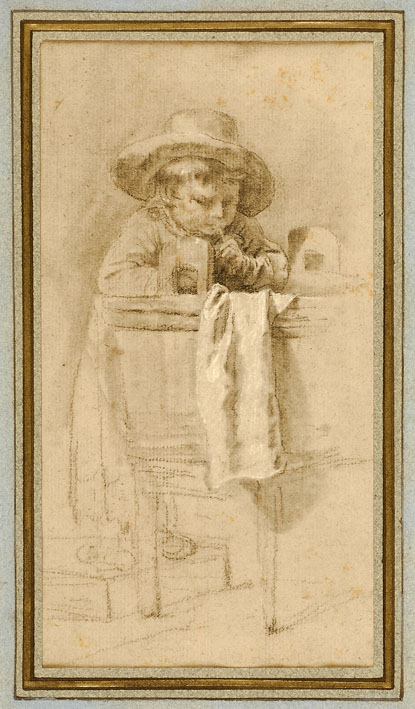
Enfant se penchant sur une bassine, vers 1800 Cabinet des Estampes et des Dessins de Strasbourg

## Correspondance
Une partie de sa correspondance, est conservée au département des arts graphiques du Musée du Louvre, principalement les lettres qu'il adresse à son fils Michel-Martin et à sa fille Louise Adéone soit vingt-huit lettres autographes à son fils Michel-Martin et trente-sept lettres de Michel-Martin à son père au cours de son séjour à Rome entre 1811 et 1816. Cette correspondance, augmentée de plusieurs lettres conservées par les descendants du peintre, a été déchiffrée par Carole Blumenfeld et publiée en 2009 dans le Bulletin de la Société de l'Histoire de l'Art français.

## Élèves
- Michel Martin Drolling, son fils
- Louise-Adéone Drölling, sa fille

## Référence dans la littérature
Balzac le mentionne pour illustrer le raffinement du corsaire qui a enlevé la fille du Marquis d'Aiglemont dans La Femme de trente ans :  « on voyait çà et là des tableaux de petite dimension, mais dus aux meilleurs peintres : […]un Gérard Dow éclipsait un Drolling »,.
La légende des "cœurs des rois" est également reprise dans un roman d'Isabelle Duquesnoy, L'Embaumeur Ou l'Odieuse confession de Victor Renard - Édition La Martinière  (ISBN 978-2-7324-8354-2).

### Sources et bibliographie
Cet article comprend des extraits du Dictionnaire Bouillet. Il est possible de supprimer cette indication, si le texte reflète le savoir actuel sur ce thème, si les sources sont citées, s'il satisfait aux exigences linguistiques actuelles et s'il ne contient pas de propos qui vont à l'encontre des règles de neutralité de Wikipédia.
- Laetitia Levrat, Martin Drölling (Bergheim 1752-Paris 1817) : un état de la question (Thèse), CNRS, 2010 (lire en ligne).
- Sur la famille Drölling, on consultera Le Nécrologe Universel du XIXe siècle, dirigé par E. de Saint-Maurice Cabany, t. 6, Paris, 1851, p. 291-298. [lire en ligne]
- Dictionnaire Bénézit
- Léonce Bénédite, Histoire des Beaux-Arts 1800-1900, éd. Flammarion, s.d. [1909].
- Edmond Bapst, Un enfant de Bergheim, Martin Drölling, La Vie en Alsace, 1934.
- Isabelle Blondé, « Martin Drolling, Droelling, Der(l)ing (dit le Vieux) », in Nouveau dictionnaire de biographie alsacienne, vol. 8, p. 699
- Denis Lecoq, Drölling Martin
- Gérard Lemaire,  Histoire du Salon de Peinture, éd. Klienksieck, Paris, 2004.Mémoire de maîtrise en histoire de l'art, Université de Strasbourg, 1982.
- Edouard Charton, Le Magasin pittoresque de 1899 (BNF Gallica), vol.17, no 67, p. 92-93.
- Collectif, Encyclopédie des gens du monde, répertoire universel des sciences, des lettres et des arts. Salon de 1798, article sur Martin Drolling, Paris, Librairie Treuttel & Wurtz, 1837, vol.8, p. 594.
- Louis Desiré, L’Intérieur d’une cuisine, dans Le Magasin Pittoresque, 1999, vol. 17, no 67. p. 92-93.
- André Girodie, La noce de village de Martin Drölling , dans les Archives alsaciennes d’histoire de l’art, 12e année, Paris, Strasbourg Istra, 1933, p. 123-128.
- Frère Édouard Sitzmann, « Martin Drölling », Dictionnaire de biographie des hommes célèbres de l’Alsace, Paris, Édition du Palais Royal, 1909, T.I, p. 402.
- Marcelle Brunet, Tamara Préaud,  Sèvres des origines à nos jours, Fribourg, Office du livre, 1978, p. 256.
- Régine Plinval de Guillebon, 'Faïence et porcelaine de Paris, XVIIIe - XIXe siècle, Dijon, Éditions Faton, 1995, p.95-97-135-137.
- Jean-Louis Schlienger, Drölling: le peintre du clair-obscur dans Saisons d'Alsace, 2004, p. 88.
- Carole Blumenfeld, « Les conseils avisés d'un peintre à son fils : la correspondance entre Martin Drölling (1752-1817) et Michel-Martin Drölling (1786-1851) », Bulletin de la Société de l'Histoire de l'Art français, Année 2009, p. 279–333